# Нурьял Карамас
Нурьял Карамас (мар. Нуръял Корамас) — деревня в Моркинском районе Республики Марий Эл. Входит в состав Коркатовского сельского поселения.

## География
Находится в юго-восточной части республики Марий Эл на расстоянии приблизительно 9 км по прямой на юго-запад от районного центра посёлка Морки.

## История
Упоминается с 1774 года. В 1924 году в деревне проживали 364 человека, большинство мари, в 1959 году 442 человека. В советское время работали колхозы «Ужара», «За коммунизм» и имени С. Г. Чавайна.

## Население
Население составляло 139 человек (мари 99 %) в 2002 году, 122 в 2010.

## Известные уроженцы
- Товашов Александр Тихонович (1921—1975) — марийский советский юрист. Помощник, старший помощник, заместитель прокурора Марийской АССР (1963―1974). Заслуженный юрист РСФСР (1970). Участник Великой Отечественной войны. Член ВКП(б) с 1945 года, член Бюро Марийского обкома КПСС.
- Товашов Василий Ильич (1907—1990) — советский юрист, государственный руководитель. Нарком юстиции Марийской АССР (1938―1942), председатель Верховного суда МАССР (1945―1957). Член ВКП(б) с 1929 года.